# さくらんぼの実る頃
「さくらんぼの実る頃」（さくらんぼのみのるころ、仏: Le Temps des cerises、IPA：lə tɑ̃ de səʁiz）は、フランスのシャンソンを代表する歌曲。

## 発表
銅工職人でパリ・コミューンの一員であったジャン＝バティスト・クレマンが1866年に作詞し、その2年後にテノール歌手のアントワーヌ・ルナールが曲を付け、発表された。もともとは、題名の通りサクランボの実る頃の儚い恋と失恋の悲しみを歌った曲であり、3番までしかなかった。
1871年、パリで労働者たちによる革命が起きてパリ・コミューンが樹立し、軍との激しい市街戦が繰り広げられる中、コミューンの立て籠もるバリケードにさくらんぼのかごを携えた看護師ルイーズが現れる。ルイーズは危険をかえりみずに負傷者の手当にあたったが、自らも戦闘に巻き込まれて亡くなってしまう。コミューン崩壊後の1875年前後からコミューンへの弾圧、特に参加者が多数虐殺された「血の一週間」を悼む思いを込め、第三共和政に批判的なパリ市民がしきりに唄ったことから、有名となった。
その後、作詞者のクレマンがルイーズに捧げる歌として制作した新たな歌詞により、恋の歌からコミューン参加者への追悼の歌へと意味合いが変わる。イヴ・モンタン、コラ・ヴォケール、ジュリエット・グレコなどシャンソンの代表的な名歌手に歌い継がれ、現在に至る。

## 日本にて
| #         | タイトル                                                         | 作詞                                          | 作曲           | 編曲       | ピアノ・アレンジ          | 時間  |
| --------- | ---------------------------------------------------------------- | --------------------------------------------- | -------------- | ---------- | ------------------------- | ----- |
| 1.        | 「さくらんぼの実る頃」(フランス語ヴァージョン)                   | Jean-Baptiste Clément                         | Antoine Renard |            | 富樫久美子 （ピアノ演奏） | 2:52  |
| 2.        | 「時には昔の話を」                                               | 加藤登紀子                                    | 加藤登紀子     | 菅野よう子 | 大口純一郎                | 3:56  |
| 3.        | 「さくらんぼの実る頃」(日本語ヴァージョン)                       | Jean-Baptiste Clément 加藤登紀子 （日本語詞） | Antoine Renard | 菅野よう子 |                           | 3:55  |
| 4.        | 「さくらんぼの実る頃」(日本語ヴァージョン／オリジナル・カラオケ) |                                               | Antoine Renard | 菅野よう子 |                           | 3:55  |
| 合計時間: | 合計時間:                                                        | 合計時間:                                     | 合計時間:      | 合計時間:  | 合計時間:                 | 14:38 |

邦題には「桜んぼの実る頃」または「さくらんぼの季節」、「桜の花咲くとき」などがあり、日本でも古くから親しまれている。
1982年、当時のフランス大統領フランソワ・ミッテランが訪日した際には、昭和天皇がフランス大使館で開催された夕食会を訪問し、ミッテランの友人にして歌手のギー・ベアールと共に本曲を歌唱したという逸話がある。
1992年には、アニメ映画『紅の豚』で挿入歌として用いられた。加藤登紀子演じるマダム・ジーナが本曲を原語で歌唱する場面が登場するほか、同時に発売された加藤のシングル「さくらんぼの実る頃」（後述）にはフランス語版と日本語版が収録されている（現在は廃盤）。
2007年には、実写映画『実録・連合赤軍』で重信房子と主人公の遠山美枝子が別れる場面の挿入歌として和田山名緒が歌唱したものが用いられた。

### JASRACにおける登録状況
JASRACにおいては2017年12月現在、「0J3-0177-2 TEMPS DES CERISES LE /ORIGINAL/」（外国作品／出典：SM(録音実績)／副題：CHERRY TIME /ORIGINAL/、TEMPS DES CERISE /ORIGINAL/）として作詞・作曲共にパブリックドメイン状態で登録されている。
上記の名義以外には、「009-2252-8 さくらんぼの実る頃」（内国作品／出典：PA（出版者作詞者作品届））として訳詞：加藤登紀子、出版者：揆楽舎名義でも登録されている。こちらはオリジナルと異なり、日本での日本語訳（加藤登紀子）となって著作権が発生していることから、こちらの版での日本語詞を書籍やウェブページなどで用いるためには別途の楽曲使用申請と許諾が必要になる点で異なる。
本曲およびその関連楽曲の登録状況は、検索結果から2017年12月現在で16作品が存在するが、オリジナル作品版（0J3-0177-2 TEMPS DES CERISES LE /ORIGINAL/）以外のものは訳詞や編曲、出版者の登録が改めてなされているうえ、そのほとんどが2017年時点で著作権存続中である。

## 楽曲の構成
本稿では加藤登紀子による1992年発表のピアノ伴奏音源と、それを元に記譜した楽譜（ピアノ・リダクション／大譜表）について述べる。
- 変イ長調（A♭）であり、テンポ表記はTempo rubato。テンポ（拍の速度）は「♪（音価：8分音符）≒ 130」である。
- 拍子の拍節は6⁄8拍子を基調とし、時折、3⁄8拍子が挿入される。
- 臨時記号はほとんど認められず、装飾音符もそれほど多くは認められない[9]。